# Hoofddiagonaal

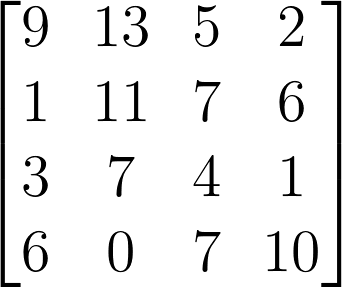
De hoofddiagonaal van deze 4-bij-4 matrix bestaat uit de elementen,, en.

In de lineaire algebra is de hoofddiagonaal van een vierkante matrix de rij elementen op de diagonaal die van linksboven schuin naar beneden loopt, dus de elementen met gelijke rij- en kolomindex. De andere diagonaal in een matrix wordt de neven- of antidiagonaal genoemd.

## Voorbeelden
- De elementen op de hoofddiagonaal van de matrix {\displaystyle \mathbf {A} =(a_{ij})} zijn de elementen {\displaystyle a_{ii}}.
- Stel dat de matrix {\displaystyle \mathbf {A} } wordt gegeven door:

{\displaystyle \mathbf {A} ={\begin{bmatrix}-1&0&0\\1&2&3\\4&0&-5\end{bmatrix}}}.
De hoofddiagonaal van deze matrix bestaat uit de elementen –1, 2 en –5. De som van alle elementen op de hoofddiagonaal staat bekend als het spoor van de matrix.
- Een matrix waarvan alle elementen buiten de hoofddiagonaal 0 zijn, wordt een diagonaalmatrix genoemd. Bijvoorbeeld

{\displaystyle {\begin{bmatrix}-1&0&0\\0&2&0\\0&0&8\end{bmatrix}}}
- Een diagonaalmatrix waarvan alle elementen op de hoofddiagonaal gelijk zijn aan 1 heet een eenheidsmatrix.